# Murray Auchincloss
Murray Michael Auchincloss är en kanadensisk-brittisk företagsledare som är VD för det brittiska petroleumbolaget BP p.l.c. sedan den 17 januari 2024.
Auchincloss inledde sin yrkeskarriär 1992 med att arbeta för amerikanska Amoco och dess kanadensiska dotterbolag. Sex år senare blev Amoco fusionerad med BP. Han har varit finansdirektör för en rad olika dotterbolag tillhörande BP och var kontorschef för BP:s dåvarande VD Bob Dudley mellan 2010 och 2013. Den 1 juli 2020 utsågs Auchincloss till att vara finansdirektör för hela koncernen. Den 12 september 2023 utnämndes Auchincloss till att även vara tillförordnad VD för petroleumbolaget efter att Bernard Looney lämnade sin VD-position samma dag.
Auchincloss avlade en examen i handel vid University of Calgary och en diplomutbildning för finansanalytiker vid West Virginia University.